# 島よ
「島よ」（しまよ）は、大中恩の合唱曲。混声合唱曲としてまず発表され、後に男声合唱、女声合唱にも編曲された。作詩は伊藤海彦。

## 概説
1970年（昭和45年）度文化庁芸術祭参加作品として、ニッポン放送の委嘱により混声合唱版が作曲され、同年度の芸術祭優秀賞を獲得した。放送初演は、合唱＝東京混声合唱団、ピアノ＝三浦洋一で、大中自ら指揮をした。男声合唱版は福永陽一郎の編曲によるものがあるほか、2003年にはOSAKA MEN'S CHORUSの委嘱により大中自ら男声合唱に編曲した版がある。
混声版出版譜の前書きで大中は、「人間の、特に私達「男」の宿命を全て担っているかのように見える"島"をうたいあげることは、むずかしいことではありましたが、たいへん書き甲斐のあることでもありました。男声合唱にみられるようなたくましさとねばっこさを、混声合唱の持つ巾広さで一層厚いものにし、更にピアノの表現力を以って深く力強いものに仕立てました。」と述べている。また大中は「『島よ』は他の曲に比べていちばんスムーズに作業が進んだことを思い出します。（中略）伊藤さんの言おうとなさることばが、伊藤さんの中で煮つめられ掘り下げられて、生み出された一連は、読みつづけている或る日突然、私の創作への感動をゆさぶるような気がします。（中略）『島よ』に関しては珍しく早書きだったことは、伊藤さんとの共同作業としては忘れられない記憶です。」ともしている。
この曲の舞台となった「島」がどの島であるかは明らかでなく、伊藤は大中との雑談の中で「あれは何かの雑誌で見た航空写真からの印象なんだよ」と語り、これに対し大中は「伊藤さんにあのような詩を書かせた写真も素晴らしかっただろうし、その詩が、どんなにか彼のイメージをふくらませてくれたかを思うと、イメージのふくらませ合いって、ほんとうに素晴らしいことだと思うのです。」と述べる。
大中は幼少から教会で歌ってきた経験から、作品は同年代の日本の作曲家と比べて無伴奏の小品が多いが、伊藤の詩による男声合唱曲『走れわが心』（1968年）や、この『島よ』などはこの傾向から外れ、同時期に大中に多く詩を提供した阪田寛夫から「長いものを書き出して、ピアノの伴奏もしっかりした『走れわが心』や『島よ』、あのへんから変わっていったような気がしますね。なんか、背骨が太くなったような」と評されている。
コンクールでもよく歌われる曲であるが、大中自身は「歌ってくださるのはありがたいんだけど、コンクールという競争の場でうたってもらうような作品ではないと思うんです。そういうふうに作品ができていないから、ぼくの作品をやった合唱団はあまりいい成績をとっていなくて、申しわけないという気持ちです。」としている。一方、大中から楽譜と、大中が指揮をして録音したLPを贈られた福永は「作曲者というものは、自分の音楽をいかに知らないか。自分が指揮をしたらもっと素晴らしい音楽になる。」と書評に記し、実際1975年（昭和50年）の全日本合唱コンクール全国大会で法政大学アカデミー合唱団が福永の指揮で『島よ』を大中の意図と反する演奏をし1位金賞を受賞したとき、審査員だった大中は「法政のは優勝してつらかった。（笑）」としている。

## 構成
単一楽章の曲であるが、全体は終止線により大きく6節に分けられる。各節をattaccaもしくは音楽的な"間"によって20分間緊張の切れ目なくドラマが展開される。また任意の節を抜粋しての演奏も多く見られる。
全曲を通じて最も特徴的に用いられる素材は「同音の連続」であり、合唱指揮者相澤直人は「もっとも単純なモティーフをこれだけ彩り豊かに響かせられる楽譜を他に見たことがない」と評している。以下、相澤の解説による。
- 第1節
  - 広大な海と空に見守られる孤島。「同音の連続」は冒頭の重厚なピアノのプロローグに始まる。
- 第2節
  - 自由に泳ぎ、自由に羽ばたくことを夢見るが、それらは叶わず虚しさを噛み締める日々。「同音の連続」は躍動感ある前奏。
- 第3節
  - 降りしきる雨に身を削られながらも耐える苛立ちと悲しみ。「同音の連続」はドラマチックな前奏。
- 第4節
  - 空を赤くするほどのマグマを吹き、海をも煮えたぎらせた猛々しき太古の記憶。「同音の連続」は常に息づく生命の鼓動。
  - 「「菫、紫、薄墨色」でのC Durの美しさは特筆すべきものがあります。C Durという無色透明のキャンバスの上に、豊かに彩られる風景。C Durをまったく経過せずにこの場面まで至った計算、es mollという遠隔調からC Durに至った計算は見事です。」[6]
- 第5節
  - 「同音の連続」は木管アンサンブルを思わせる孤独なe mollの響き。
- 第6節
  - この孤島の存在は私たち人間そのものではないのか、というひとつの問いかけ。これまでの各節の導入においてはすべてピアノパートで同音連打をすることによって音楽を特徴付け、引っ張り出す役割を担ってきたが、ここでは弦楽合奏を思わせる豊かな音楽が冒頭から溢れる。この伏線は、ピアノがラスト3小節で奏でるd moll主和音の切ない連打による終結部で回収される。ここにすべての"島"そして"人間"のドラマが凝縮され完成される。

## 楽譜
カワイ出版から出版されている。なお福永版は未出版。